# 鈴木恭二
鈴木 恭二（すずき きょうじ、1909年3月18日 - 1998年5月3日）は、日本の実業家。味の素創業家三代目鈴木三郎助の娘婿で、同社代表取締役社長を務めた。京都の政財界に君臨した田中源太郎の孫。

## 人物・経歴
田中源太郎の長男・一馬（貴族院議員・京都織物株式会社会長）の子として京都市に生まれる。東京帝国大学法学部政治科卒業後、第一銀行（現みずほ銀行）入行。1938年鈴木商店（現味の素）入社。1948年取締役に昇格。1949年常務取締役。1959年副社長。1965年から第5代社長務め、「大企業病」の打破を訴え、組織改革などにあたった。1968年藍綬褒章を受章。1973年会長に就任。1975年監査役。次女の睦子はヒゲタ醤油代表の浜口勝久（12代浜口吉右衛門）に嫁ぐ。